# 400072 Radviliškis
400072 Radviliškis è un asteroide della fascia principale. Scoperto nel 2006, presenta un'orbita caratterizzata da un semiasse maggiore pari a 2,5781795 au e da un'eccentricità di 0,1687080, inclinata di 3,58446° rispetto all'eclittica.
L'asteroide era stato inizialmente battezzato 400072 Radviliskis per poi essere corretto nella denominazione attuale.
L'asteroide è dedicato all'omonima città lituana.